# La Comédie de la mort
La Comédie de la mort est un recueil poétique de Théophile Gautier paru à Paris, chez Desessart, en 1838 et rassemblant des pièces composées à des dates diverses. 

## Présentation
Ce recueil comprend les titres suivants : 
- Portail
- La Comédie de la mort
- La Vie dans la Mort
- La Mort dans la Vie
- Le nuage
- Les colombes
- Pantoum
- Ténèbres
- Thébaïde
- Rocaille
- Pastel
- Vatteau
- Le triomphe de Pétrarque
- Mélancholie
- Niobé
- Cariatides
- La Chimère
- La Diva
- Après le bal
- Tombée du jour
- La dernière feuille
- Le trou du serpent
- Les vendeurs du temple
- À un jeune tribun
- Choc de cavaliers
- Le pot de fleurs
- Le Sphinx
- Pensée de minuit
- La chanson de Mignon
- Romance
- Le Spectre de la rose
- Lamento -- La chanson du Pêcheur
- Dédain
- Ce monde-ci et l'autre
- Versailles
- La caravane
- Destinée
- Notre-Dame
- Magdalena
- Chant du grillon - I
- Chant du grillon - II
- Absence
- Au sommeil
- Terza rima
- Montée sure le Brocken
- Le premier rayon de Mai
- Le lion du cirque
- Lamento
- Barcarolle
- Tristesse
- Qui sera roi?
- Compensation
- Chinoiserie
- Sonnet
- À deux beaux yeux
- Le Thermodon
- Élégie
- La bonne journée
- L'Hippopotame
- Villanelle rythmique
- Le sommet de la tour

La Comédie de la mort peut être qualifiée de chef-d'œuvre de la période romantique de Théophile Gautier. Composant à cette époque sous l'influence de Shakespeare, Goethe et Dante, il évoque, dans leur diversité, les multiples aspects de la mort. Le recueil comprend trois grandes parties : Portail, La Vie dans la mort et La Mort dans la vie. 
Si le titre de « Comédie » fait référence à la Divine Comédie de Dante, Gautier, contrairement au poète italien, prend pour guide non pas un écrivain antique (en l'occurrence Virgile) mais une jeune morte qui représente la beauté et illustre la théorie de l'Art pour l'art chère à l'auteur.

## Survie
Alors que, dans son ensemble, la production poétique de Théophile Gautier est aujourd'hui plutôt tombée dans l'oubli (à la différence de celle de ses contemporains Hugo ou Vigny), les mélomanes du monde entier connaissent au moins six des pièces rassemblées dans La Comédie de la mort : il s'agit des poèmes mis en musique par son ami Hector Berlioz et formant le cycle des Nuits d'été pour voix et piano ou orchestre (1834-1840). Longtemps peu fréquentées, ces mélodies – d'inspiration variée mais évoquant toutes l’amour d’un point de vue essentiellement romantique – font en effet partie, depuis le milieu du XXe siècle, du répertoire des plus grands artistes lyriques (notamment des sopranos et mezzo-sopranos), comme l'attestent le nombre et la qualité à la fois des concerts au programme desquels elles figurent et des enregistrements qui en ont été réalisés.

## Pages externes
- La Comédie de la Mort, le recueil (première publication, 1838) sur Gallica